# Vittorio Mosa
Vittorio Mosa, spesso indicato anche come Victor (Ravanusa, 31 marzo 1945 – Tiuccia, 9 gennaio 2009), è stato un calciatore italiano naturalizzato francese, di ruolo difensore.
A cavallo tra gli anni sessanta e gli anni settanta ha giocato come difensore in alcuni club della massima divisione francese.

## Carriera
Originario di una famiglia siciliana emigrata a Marignane, mosse i primi passi da calciatore nelle giovanili della squadra locale per poi approdare, nel 1963, al calcio professionistico grazie ad un contratto sottoscritto con l'Aix, allora militante in seconda divisione. In seguito alla promozione della squadra al termine della stagione 1966-1967, Mosa fu acquistato dallo Stade Rennais con cui esordì in massima serie.
Dopo quattro campionati disputati con i bretoni, nella sessione invernale di calciomercato della stagione 1970-1971 Mosa fu ceduto al Bastia con cui disputò la finale di Coppa di Francia 1971-1972 e due incontri di Coppa delle Coppe. Dopo il ritiro, avvenuto nel 1975 dopo aver disputato due stagioni nell'Ajaccio, visse tra la Provenza e la Corsica, dove morì il 9 gennaio 2009 in seguito ad un arresto cardiaco provocato da un'embolia polmonare.

## Statistiche

### Presenze e reti nei club
| Stagione        | Squadra         | Campionato      | Campionato | Campionato | Coppe nazionali | Coppe nazionali | Coppe nazionali | Coppe continentali | Coppe continentali | Coppe continentali | Altre coppe | Altre coppe | Altre coppe | Totale | Totale |
| Stagione        | Squadra         | Comp            | Pres       | Reti       | Comp            | Pres            | Reti            | Comp               | Pres               | Reti               | Comp        | Pres        | Reti        | Pres   | Reti   |
| --------------- | --------------- | --------------- | ---------- | ---------- | --------------- | --------------- | --------------- | ------------------ | ------------------ | ------------------ | ----------- | ----------- | ----------- | ------ | ------ |
| 1963-1964       | Aix             | D2              | -          | -          | CF              | -               | -               | -                  | -                  | -                  | -           | -           | -           | -      | -      |
| 1964-1965       | Aix             | D2              | 1          | -          | CF              | -               | -               | -                  | -                  | -                  | -           | -           | -           | 1      | -      |
| 1965-1966       | Aix             | D2              | 21         | 4          | CF              | 3               | 1               | -                  | -                  | -                  | -           | -           | -           | 24     | 5      |
| 1966-1967       | Aix             | D2              | 17         | 5          | CF              | 5               | -               | -                  | -                  | -                  | -           | -           | -           | 22     | 5      |
| Totale Aix      | Totale Aix      | Totale Aix      | 39         | 9          |                 | 8               | 1               |                    |                    |                    |             |             |             | 47     | 10     |
| 1967-1968       | Rennes          | D1              | 26         | 4          | CF              | 1               | -               | -                  | -                  | -                  | -           | -           | -           | 27     | 4      |
| 1968-1969       | Rennes          | D1              | 26         | 7          | CF              | 2               | -               | -                  | -                  | -                  | -           | -           | -           | 28     | 7      |
| 1969-1970       | Rennes          | D1              | 22         | 2          | CF              | 2               | 2               | -                  | -                  | -                  | -           | -           | -           | 24     | 4      |
| 1970-1971       | Rennes          | D1              | 5          | 1          | CF              | -               | -               | -                  | -                  | -                  | -           | -           | -           | 5      | 1      |
| Totale Rennes   | Totale Rennes   | Totale Rennes   | 79         | 14         |                 | 5               | 2               |                    |                    |                    |             |             |             | 84     | 16     |
| 1970-1971       | Bastia          | D1              | 18         | 1          | CF              | 1               | -               | -                  | -                  | -                  | -           | -           | -           | 19     | 1      |
| 1971-1972       | Bastia          | D1              | 34         | -          | CF              | 9               | -               | -                  | -                  | -                  | -           | -           | -           | 43     | 4      |
| 1972-1973       | Bastia          | D1              | 26         | -          | CF              | 1               | -               | CCo                | 2                  | -                  | CF          | 1           | -           | 29     | -      |
| Totale Bastia   | Totale Bastia   | Totale Bastia   | 79         | 1          |                 | 12              | 2               |                    | 2                  |                    |             | 1           |             | 92     | 5      |
| 1973-1974       | Ajaccio         | D2              | 25         | 1          | CF              | 5               | -               | -                  | -                  | -                  | -           | -           | -           | 30     | 1      |
| 1974-1975       | Ajaccio         | D2              | -          | -          | CF              | -               | -               | -                  | -                  | -                  | -           | -           | -           | -      | -      |
| Totale Ajaccio  | Totale Ajaccio  | Totale Ajaccio  | 25         | 1          |                 | 5               |                 |                    |                    |                    |             |             |             | 30     | 1      |
| Totale carriera | Totale carriera | Totale carriera | 222        | 25         |                 | 40              | 5               |                    | 2                  |                    |             | 1           |             | 253    | 32     |

## Palmarès
- Campionato francese di seconda divisione: 1

Aix: 1966-1967
- Supercoppa francese: 1

Bastia: 1972